# Phulchhari
Phulchhari är ett underdistrikt i Bangladesh. Det ligger i den norra delen av landet, 190 km norr om huvudstaden Dhaka.
Trakten runt Phulchhari består till största delen av jordbruksmark. Runt Phulchhari är det tätbefolkat, med 550 invånare per kvadratkilometer.